# Drake (rapper)
Aubrey Drake Graham (Toronto, 24 oktober 1986), kortweg Drake, is een Canadees rapper, zanger, songwriter en acteur. Hij werd oorspronkelijk bekend door zijn rol als Jimmy Brooks in de televisieserie Degrassi: The Next Generation.
In juni 2009 tekende Drake voor het platenlabel van Lil Wayne, Young Money Entertainment. In november 2009 kondigde Lil Wayne aan dat Drakes eerste studioalbum, Thank Me Later, afgerond was. Het album werd op 15 juni 2010 uitgebracht en debuteerde op de eerste plaats in de Amerikaanse Billboard 200.
Drake werkte samen met onder anderen Lil Wayne, Young Jeezy, Kanye West, Eminem en Jay-Z. Vanaf zijn eerste ep, So Far Gone, werd Drake genomineerd voor verscheidene prijzen, waaronder de Grammy Awards. Andere prijzen betreffen zes Juno Awards waaronder in 2010 voor ‘beste nieuwe artiest’, en 39 Billboard Music Awards. Drake scoorde wereldwijd hits, waaronder One Dance, God's Plan en Passionfruit. 

## Jeugdjaren
Aubrey Drake Graham is de zoon van Dennis Graham, een Afro-Amerikaans musicus die samen met Jerry Lee Lewis werkte als drummer, en Sandi Graham, een Asjkenazisch Joods-Canadese lerares. Twee ooms van hem, Larry Graham en Teenie Hodges, zijn ook muzikant. Drake is Joods opgegroeid. Zijn vader is een belijdend katholiek.
Zijn ouders scheidden toen hij 5 jaar oud was. Hij werd hierna door zijn moeder in huis genomen, in een huis in Forest Hill. Drake ging naar een Joodse lagere school, onderging op dertienjarige leeftijd zijn bar mitswa en studeerde vervolgens op het Forest Hill Collegiate Institute, waar hij begon met acteren, maar niet afstudeerde. In de zomers ging hij altijd naar zijn vader in Memphis.

## Muziekcarrière

### Opkomst (2006–2009)
In februari 2006 bracht Drake zijn eerste mixtape uit, Room for Improvement. Deze bracht hij onafhankelijk uit op zijn website en op Myspace. In 2007 bracht hij zijn tweede mixtape uit, Comeback Season. Voor het nummer Replacement Girl met Trey Songz, dat op dit album stond, werd zijn eerste muziekvideo gemaakt. Hij stond in dit jaar tevens, als eerste Canadese rapper zonder platencontract, met zijn muziekclip op hiphopplatform BET. De mixtape bevatte overigens een remix van het nummer "Man of the Year", samen met Lil Wayne, origineel gezongen door Brisco en Flo Rida. Vanaf 2008 toonde Lil Wayne interesse in Drake. Wayne stuurde zijn muziek naar Jas Prince, eigenaar van Rap-A-Lot, een Amerikaans platenlabel. Hij werd direct hierna uitgenodigd om naar Houston te vliegen, om gelijk op tournee te gaan met hem. Tijdens deze tijd namen Lil Wayne en Drake enkele nummers op, waaronder Ransom, Forever en Brand New. Gedurende deze gehele tijd had Drake geen contract bij een platenlabel.

### So Far Gone(2009)
Op 13 februari 2009 bracht Drake zijn derde mixtape, So Far Gone uit. Dit album was gratis te downloaden op zijn website. Het album bevatte nummers van Drake, samenwerkend met Lil Wayne, Bun B, Omarion, Lloyd en Trey Songz. Binnen twee uur na verschijning was het album al 2000 keer gedownload. De mixtape werd als enorm succesvol gezien en bereikte uiteindelijk de radiostations. Als reactie hierop werd een So Far Gone uitgebracht, een ep met de vijf populairste nummers, waaronder Best I Ever Had en Succesfull. MTV betitelde de ep als "The Hottest Mixtape of 2009 (vrij vertaald: Beste mixtape van 2009)". Vanaf dit moment steeg Drakes bekendheid tot wereldwijd niveau. Hij werkte vervolgens samen met wereldartiesten, waaronder DJ Khaled, Young Money, Jay-Z, Kanye West, Eminem, Young Jeezy, Mary J. Blige, Timbaland, Birdman, Trey Songz, Jamie Foxx en The Weeknd. Drake heeft hiernaast nummers geschreven voor Jazz Cartier, Bishop Brigante, Alicia Keys en Dr. Dre.
Drake tekende in 2009 een contract bij Young Money Entertainment, het platenlabel van Lil Wayne. Twee nummers van Drake, Best I Ever Had en Every Girl, dat samen met Young Money gezongen is, debuteerden op 4 juli 2009 in de Billboard Hot 100 op respectievelijk de derde en tiende plaats. Hiermee was Drake de tweede artiest ter wereld die dit lukte. Nelly Furtado had in 2001 ook twee nummers die binnen een week in de top 10 stonden (I'm Like a Bird en Get Ur Freak On). Drake toerde na dit succes met onder andere Lil Wayne met de America's Most Wanted Tour.
Op 15 september 2009 werd de So Far Gone ep opnieuw uitgebracht, maar nu met zeven nummers, waarvan vijf van de originele ep. Het album debuteerde op de zesde plek in de Billboard 200 en verkreeg de certificatie ‘Goud’ van de RIAA met een verkoopkwantiteit van meer dan 500.000 stuks in de Verenigde Staten. Op 18 april 2010 won Drake met zijn ep ‘Rap Recording of the Year (vrij vertaald: beste rapalbum van het jaar)’ op de Juno Awards van 2010.

### Thank Me Later(2010)
Drake was van plan om zijn eerste album, Thank Me Later, uit te brengen in de herfst van 2009. Dit lukte door onbekende oorzaak niet. De uitgavedatum werd eerst verplaatst naar maart 2010 en daarna naar 25 mei 2010. Op 5 april 2010 maakte Universal Motown bekend dat de uitgavedatum weer verplaatst was. De uiteindelijke datum van verschijnen werd gesteld op 15 juni 2010.
Universal bevestigde dat Drake op het album samenwerkte met Kanye West, Jay-Z en Lil Wayne. Op 9 maart 2010 kwam de eerste single van het album uit, Over. Het nummer behaalde de veertiende plaats in de Billboard Hot 100.
In 2010 rondde Drake zijn album af. Hieropvolgend bracht hij zijn tweede single uit, Find Your Love, die de achtste plaats behaalde in de Hot 100. De derde single, uitgebracht op 1 juni 2010, Miss Me, met Lil Wayne, behaalde de vijftiende plaats.
Uiteindelijk werd Thank Me Later uitgebracht op de beloofde datum, 15 juni 2010. Op die dag had Drake een gratis concert georganiseerd in New York. Er kwamen 25.000 mensen naar dit concert. Dankzij dit gigantische aantal mensen en de vele vechtpartijen die ontstonden bij aanvang van het concert, werd het echter afgelast door de politie. Drake was furieus, maar kon niets doen.
Ondanks dit fiasco werden er 447.000 albums verkocht in de eerste week, waarmee het op de eerste plaats debuteerde in de Billboard 200. Hierdoor verkreeg het album even de titel 'meestverkochte albums in 1 week'. Deze titel werd echter een week later afgenomen door Eminem, met zijn album Recovery.
In 2010 toerde Drake door de Verenigde Staten met zijn "Lights Dreams and Nightmares Tour". Hij trapte op 20 september 2010 af in Miami. De tournee eindigt op 6 november 2010 in Las Vegas.
In Nederland en Vlaanderen begon Drake langzamerhand bekendheid te vergaren. Thank Me Later debuteerde op de 71 plaats in de Album Top 100 en op 98 in de Ultratop 50. In 2009 stond Drake, met Best I Ever Had, op de vijfde plaats in de tipparade. In 2010 stond Find Your Love in Nederland op de derde plaats- en in Vlaanderen op de zestiende plaats van de tipparade.

### Take Care(2011)
In november 2011 bracht Drake zijn tweede studioalbum uit, genaamd Take Care. Waarvoor hij een Grammy Beste Rap Album van het Jaar kreeg. Ter promotie van het album ging Drake op wereldtournee met de Club Paradise Tour, het werd de succesvolste hip-hop tournee van 2012. Drake passeerde ook Nederland en België met zijn tour.

### Nothing Was the Same(2013)
In september 2013 bracht Drake zijn derde studioalbum uit, genaamd Nothing Was the Same. In januari 2013 kondigde Drake aan dat hij zijn eerste single van het album zou uitbrengen na de slotshow van de Grammy Awards. De eerste single Started from the Bottom werd enkel in de Verenigde Staten een grote hit. De tweede single Hold On, We're Going Home daarentegen werd een megahit over de hele wereld. In de Verenigde Staten kreeg het zes keer platina. Verder bracht Drake nog enkele singles van het album uit die iets minder bekend werden in Europa, en ging hij op wereldtournee met zijn Would You Like a Tour tournee. Drake kwam voor een tweede keer naar België, ditmaal trad hij op in Paleis 12.

### Views& More Life(2016)
In juli 2014 kondigde Drake aan dat zijn volgende album Views zou gaan heten. Hij was echter nog niet begonnen met het opnemen van het album. Wel bracht hij op 25 oktober 2014 drie nummers van zijn nieuwe album uit, omdat volgens hem de hacker die drie nummers in bezit zou hebben. Op 29 april 2016 bracht Drake zijn album Views uit. Het album kreeg een Grammy nominatie voor Beste Rap Album, maar Drake greep naast de trofee.

### Scorpion(2018)
In juni 2018 bracht Drake zijn vijfde studioalbum uit genaamd Scorpion. Dit album bestormde in de opeenvolgende dagen de hitlijsten. Een van de opvallendste nummers is gemaakt met oude stemfragmenten van de overleden Michael Jackson. De bekendste single van dit album is God's Plan, ook Nice for What wordt wereldwijd bekend, en bevat een videoclip met verschillende bekende vrouwen. De vijfde single van het album In My Feelings werd ook een top 10-hit in Nederland en België, vooral online werd het wereldwijd nog bekender door de #InMyFeelingsChallenge" of "#KiKiChallenge. In de Verenigde Staten werd het zijn zesde nummer 1-hit en daarmee brak Drake een record, geen enkele rapper deed dat eerder.

### Certified Lover Boy(2021)
Drake's zesde studioalbum, Certified Lover Boy, verscheen op 3 september 2021. Op dezelfde dag verscheen de eerste single, getiteld Way 2 Sexy. De tweede single, Girls Want Girls, werd twee weken later al uitgebracht.

## Acteercarrière
In 2001 begon Drake zijn acteercarrière als Jimmy Brooks, een personage in Degrassi: The Next Generation. In deze televisieserie is Brooks een basketbalspeler die in een rolstoel terechtgekomen is met verlamde benen, nadat een klasgenoot hem in zijn ruggengraat heeft geschoten. Zijn rol in de serie eindigde in 2009, nadat zijn personage op Degrassi zijn diploma behaalde. Hij heeft in 139 afleveringen gespeeld, waaronder in de film Degrassi Spring Break Movie, uit 2008.
Drake kreeg in 2010 een hoofdrol in het spel Gears of War 3. Hij speelt hier de rol van Jace Stratton.

## Filmografie
| Film      | Film                              | Film                     | Film             |
| Jaar      | Film                              | Rol                      | Notities         |
| --------- | --------------------------------- | ------------------------ | ---------------- |
| 2008      | Charlie Bartlett                  | Jones                    |                  |
| 2008      | Mookie's Law                      | Chet Walters             | Korte film       |
| 2011      | Breakaway                         | Zichzelf                 | Cameo            |
| 2012      | Ice Age 4: Continental Drift      | Ethan                    | Stemacteur       |
| 2013      | Anchorman 2: The Legend Continues | Een fan van Ron Burgundy | Cameo            |
| 2014      | Think Like a Man Too              | Zichzelf                 | Cameo            |
| Televisie |                                   |                          |                  |
| Jaar      | Titel                             | Rol                      | Notities         |
| 2001      | Blue Murder                       | Joey Tamarin             | 1 aflevering     |
| 2001      | Degrassi: The Next Generation     | Jimmy Brooks             | 139 afleveringen |
| 2002      | Soul Food                         | Fredrick                 | 1 aflevering     |
| 2002      | Conviction                        | Kleine vis               | Televisiefilm    |
| 2005      | Best Friend's Date                | Dater                    | 1 aflevering     |
| 2005      | Instant Star                      | Zichzelf                 | 1 aflevering     |
| 2008      | The Border                        | PFC Gordon Harvey        | 1 aflevering     |
| 2009      | Being Erica                       | Ken                      | 1 aflevering     |
| 2009      | Sophie                            | Ken                      | 1 aflevering     |
| 2009      | Beyond the Break                  | Zichzelf                 | 1 aflevering     |
| 2011      | Saturday Night Live               | Zichzelf                 |                  |
| 2012      | Punk'd                            | Zichzelf                 |                  |
| 2014      | Saturday Night Live               | Zichzelf                 |                  |

## Discografie

### Albums
| Album met eventuele hitnotering(en) in de Nederlandse Album Top 100 | Datum van verschijnen | Datum van binnenkomst | Hoogste positie | Aantal weken | Opmerkingen                   |
| ------------------------------------------------------------------- | --------------------- | --------------------- | --------------- | ------------ | ----------------------------- |
| Thank Me Later                                                      | 11-06-2010            | 19-06-2010            | 71              | 3            |                               |
| Take Care                                                           | 14-11-2011            | 19-11-2011            | 38              | 6            |                               |
| Nothing Was the Same                                                | 24-09-2013            | 28-09-2013            | 8               | 11           |                               |
| If You're Reading This It's Too Late                                | 12-02-2015            | 21-02-2015            | 15              | 3            | mixtape                       |
| What a Time to Be Alive                                             | 20-09-2015            | 26-09-2015            | 9               | 14           | mixtape, met Future           |
| Views                                                               | 06-05-2016            | 07-05-2016            | 3               | 26           |                               |
| More Life                                                           | 17-03-2017            | 25-03-2017            | 3               | 85           | mixtape                       |
| Scorpion                                                            | 29-06-2018            | 07-07-2018            | 1(3wk)          | 155          |                               |
| So far Gone (An October's Very Own Presentation)                    | 15-02-2019            | 23-02-2019            | 21              | 2            | mixtape                       |
| Care Package                                                        | 02-08-2019            | 10-08-2019            | 8               | 4            | Verzamelalbum                 |
| Dark Lane Demo Tapes                                                | 01-05-2020            | 09-05-2020            | 1(1wk)          | 21           | mixtape                       |
| Certified Lover Boy                                                 | 03-09-2021            | 11-09-2021            | 1(2wk)          | 94           |                               |
| Honestly, Nevermind                                                 | 2022                  | 24-06-2022            | 1(1wk)          | 22           |                               |
| Her Loss                                                            | 2022                  | 12-11-2022            | 2               | 25           | in samenwerking met 21 Savage |
| For All the Dogs                                                    | 2023                  | 14-10-2023            | 1(1wk)          | 29           |                               |

| Album met hitnotering(en) in de Vlaamse Ultratop 200 albums | Datum van verschijnen | Datum van binnenkomst | Hoogste positie | Aantal weken | Opmerkingen                   |
| ----------------------------------------------------------- | --------------------- | --------------------- | --------------- | ------------ | ----------------------------- |
| Thank Me Later                                              | 11-06-2010            | 26-06-2010            | 98              | 1            |                               |
| Take Care                                                   | 14-11-2011            | 26-11-2011            | 44              | 35           |                               |
| Nothing Was the Same                                        | 23-09-2013            | 28-09-2013            | 11              | 28           |                               |
| If You're Reading This It's Too Late                        | 12-02-2015            | 21-02-2015            | 31              | 28           | mixtape                       |
| What a Time to Be Alive                                     | 20-09-2015            | 26-09-2015            | 23              | 3            | mixtape, met Future           |
| Views                                                       | 06-05-2016            | 07-05-2016            | 3               | 62*          |                               |
| More Life                                                   | 17-03-2017            | 25-03-2017            | 6               | 99           | mixtape                       |
| Scorpion                                                    | 29-06-2018            | 07-07-2018            | 2               | 306          | Goud                          |
| So far Gone (An October's Very Own presentation)            | 15-02-2019            | 23-02-2019            | 37              | 2            | mixtape                       |
| Care Package                                                | 02-08-2019            | 10-08-2019            | 21              | 4            | Verzamelalbum                 |
| Dark Lane Demo Tapes                                        | 01-05-2020            | 09-05-2020            | 3               | 22           | mixtape                       |
| Certified Lover Boy                                         | 03-09-2021            | 11-09-2021            | 2               | 179          |                               |
| Honestly, Nevermind                                         | 2022                  | 25-06-2022            | 4               | 23           |                               |
| Her Loss                                                    | 2022                  | 12-11-2022            | 4               | 55           | in samenwerking met 21 Savage |
| For All the Dogs                                            | 2023                  | 15-10-2023            | 5               | 35           |                               |

### Singles
| Single met eventuele hitnotering(en) in de Nederlandse Top 40 | Datum van verschijnen | Datum van binnenkomst | Hoogste positie | Aantal weken | Opmerkingen                                                    |
| ------------------------------------------------------------- | --------------------- | --------------------- | --------------- | ------------ | -------------------------------------------------------------- |
| Best I Ever Had                                               | 23-02-2009            | 26-09-2009            | tip5            | -            |                                                                |
| Find Your Love                                                | 17-05-2010            | 17-07-2010            | tip3            | -            | Nr. 85 in de Single Top 100                                    |
| What's My Name?                                               | 15-11-2010            | 18-12-2010            | 23              | 7            | met Rihanna / Nr. 20 in de Single Top 100 / Alarmschijf        |
| Moment 4 Life                                                 | 2012                  | 12-01-2013            | tip9            | -            | met Nicki Minaj / Nr. 51 in de Single Top 100                  |
| Started from the Bottom                                       | 2013                  | -                     |                 |              | Nr. 61 in de Single Top 100                                    |
| Love Me                                                       | 2013                  | -                     |                 |              | met Lil Wayne & Future / Nr. 79 in de Single Top 100           |
| Right Here                                                    | 2013                  | 23-03-2013            | tip16           | -            | met Justin Bieber                                              |
| Hold On, We're Going Home                                     | 2013                  | 07-09-2013            | 11              | 21           | met Majid Jordan / Nr. 12 in de Single Top 100                 |
| Legend                                                        | 2015                  | -                     |                 |              | Nr. 97 in de Single Top 100                                    |
| Hotline Bling                                                 | 2015                  | 24-10-2015            | 9               | 15           | Nr. 6 in de Single Top 100                                     |
| Jumpman                                                       | 2015                  | -                     |                 |              | met Future / Nr. 74 in de Single Top 100                       |
| Work                                                          | 29-01-2016            | 20-02-2016            | 2               | 15           | met Rihanna / Nr. 1 in de Single Top 100                       |
| Summer Sixteen                                                | 2016                  | -                     |                 |              | Nr. 84 in de Single Top 100                                    |
| One Dance                                                     | 2016                  | 23-04-2016            | 1(6wk)          | 24           | met Wizkid & Kyla / Nr. 1 in de Single Top 100                 |
| Pop Style                                                     | 2016                  | -                     |                 |              | met The Throne / Nr. 73 in de Single Top 100                   |
| Too Good                                                      | 2016                  | 18-06-2016            | 9               | 15           | met Rihanna / Nr. 6 in de Single Top 100 / Alarmschijf         |
| Controlla                                                     | 2016                  | 22-10-2016            | tip23           | -            | Nr. 30 in de Single Top 100                                    |
| Fake Love                                                     | 2016                  | 14-01-2017            | 35              | 2            | Nr. 19 in de Single Top 100                                    |
| Passionfruit                                                  | 2017                  | 25-03-2017            | 13              | 11           | Nr. 6 in de Single Top 100 / Alarmschijf                       |
| Blem                                                          | 2017                  | -                     |                 |              | Nr. 47 in de Single Top 100                                    |
| Madiba Riddim                                                 | 2017                  | -                     |                 |              | Nr. 53 in de Single Top 100                                    |
| Get It Together                                               | 2017                  | -                     |                 |              | met Black Coffee & Jorja Smith / Nr. 58 in de Single Top 100   |
| Free Smoke                                                    | 2017                  | -                     |                 |              | Nr. 59 in de Single Top 100                                    |
| Portland                                                      | 2017                  | -                     |                 |              | met Quavo & Travis Scott / Nr. 64 in de Single Top 100         |
| No Long Talk                                                  | 2017                  | -                     |                 |              | met Giggs / Nr. 77 in de Single Top 100                        |
| Gyalchester                                                   | 2017                  | -                     |                 |              | Nr. 83 in de Single Top 100                                    |
| Jorja Interlude                                               | 2017                  | -                     |                 |              | Nr. 84 in de Single Top 100                                    |
| 4422                                                          | 2017                  | -                     |                 |              | met Sampha / Nr. 88 in de Single Top 100                       |
| Teenage Fever                                                 | 2017                  | -                     |                 |              | Nr. 93 in de Single Top 100                                    |
| Sacrifices                                                    | 2017                  | -                     |                 |              | met 2 Chainz & Young Thug / Nr. 97 in de Single Top 100        |
| Skepta Interlude                                              | 2017                  | -                     |                 |              | Nr. 100 in de Single Top 100                                   |
| To the Max                                                    | 2017                  | 10-06-2017            | tip13           | -            | met DJ Khaled                                                  |
| Signs                                                         | 2017                  | -                     |                 |              | Nr. 54 in de Single Top 100                                    |
| God's Plan                                                    | 2018                  | 02-02-2018            | 2               | 19           | Nr. 1 in de Single Top 100                                     |
| Diplomatic Immunity                                           | 2018                  | -                     |                 |              | Nr. 61 in de Single Top 100                                    |
| Walk It Talk It                                               | 2018                  | -                     |                 |              | met Migos / Nr. 93 in de Single Top 100                        |
| Look Alive                                                    | 2018                  | -                     |                 |              | met Blocboy JB / Nr. 35 in de Single Top 100                   |
| Nice for What                                                 | 2018                  | 21-04-2018            | tip2            |              | Nr. 6 in de Single Top 100                                     |
| I'm Upset                                                     | 2018                  | -                     |                 |              | Nr. 40 in de Single Top 100                                    |
| Don't Matter to Me                                            | 2018                  | 14-07-2018            | 13              | 5            | met Michael Jackson / Alarmschijf / Nr. 7 in de Single Top 100 |
| In My Feelings                                                | 2018                  | 28-07-2018            | 1(1wk)          | 16           | Nr. 2 in de Single Top 100                                     |
| No Stylist                                                    | 2018                  | -                     |                 |              | met French Montana / Nr. 84 in de Single Top 100               |
| Mia                                                           | 2018                  | 02-11-2018            | 28              | 4            | met Bad Bunny / Nr. 27 in de Single Top 100                    |
| Going Bad                                                     | 2018                  | -                     |                 |              | met Meek Mill / Nr. 71 in de Single Top 100                    |
| No Guidance                                                   | 2019                  | 22-06-2019            | tip7            | -            | met Chris Brown / Nr. 36 in de Single Top 100                  |
| Money in the Grave                                            | 2019                  | -                     |                 |              | met Rick Ross / Nr. 38 in de Single Top 100                    |
| Won't Be Late                                                 | 2019                  | -                     |                 |              | met Swae Lee / Nr. 74 in de Single Top 100                     |
| Life Is Good                                                  | 2020                  | 18-01-2020            | tip4            |              | met Future                                                     |
| Toosie Slide                                                  | 2020                  | 25-04-2020            | 16              | 6            |                                                                |
| Popstar                                                       | 2020                  | 01-08-2020            | tip11           | -            | met DJ Khaled                                                  |
| Laugh Now Cry Later                                           | 2020                  | 22-08-2020            | tip8            |              | met Lil Durk                                                   |
| What's Next                                                   | 2021                  | 13-03-2021            | tip17           | -            |                                                                |
| Girls Want Girls                                              | 2021                  | 11-09-2021            | tip17           | 3            | met Lil Baby                                                   |
| Jimmy Cooks                                                   | 2022                  | 25-06-2022            | tip18           | 3            | met 21 Savage                                                  |
| Rich Flex                                                     | 2022                  | 12-11-2022            | tip9            | 3            | met 21 Savage                                                  |
| Search & Rescue                                               | 2023                  | 15-04-2023            | tip11           | 4            |                                                                |
| Who Told You                                                  | 2023                  | 17-06-2023            | tip7            | 5            | met J Hus                                                      |
| Slime You Out                                                 | 2023                  | 23-09-2023            | tip16           | 5            | met SZA                                                        |
| First Person Shooter                                          | 2023                  | 14-10-2023            | -               | -            | met J. Cole / Nr. 22 in de Single Top 100                      |

| Single met hitnotering(en) in de Vlaamse Ultratop 50 | Datum van verschijnen | Datum van binnenkomst | Hoogste positie | Aantal weken | Opmerkingen                               |
| ---------------------------------------------------- | --------------------- | --------------------- | --------------- | ------------ | ----------------------------------------- |
| Find Your Love                                       | 17-05-2010            | 26-06-2010            | tip15           | -            |                                           |
| What's My Name?                                      | 15-11-2010            | 27-11-2010            | 28              | 12           | met Rihanna                               |
| Moment 4 Life                                        | 10-01-2011            | 26-02-2011            | tip23           | -            | met Nicki Minaj                           |
| The Motto                                            | 30-01-2012            | 07-04-2012            | tip29           | -            | met Lil Wayne                             |
| Take Care                                            | 28-11-2011            | 28-04-2012            | 36              | 4            | met Rihanna                               |
| F**kin' Problems                                     | 03-12-2012            | 15-12-2012            | tip3            | -            | met A$AP Rocky, 2 Chainz & Kendrick Lamar |
| Love Me                                              | 21-01-2013            | 09-02-2013            | tip3            | -            | met Lil Wayne & Future                    |
| Started from the Bottom                              | 11-02-2013            | 23-02-2013            | tip50           | -            |                                           |
| Poetic Justice                                       | 11-02-2013            | 02-03-2013            | tip56           | -            | met Kendrick Lamar                        |
| No Guns Allowed                                      | 08-04-2013            | 20-04-2013            | tip61           | -            | met Snoop Lion & Cori B                   |
| Hold On, We're Going Home                            | 19-08-2013            | 05-10-2013            | 20              | 17           | met Majid Jordan                          |
| Who Do You Love?                                     | 28-04-2014            | 03-05-2014            | tip77           | -            | met YG                                    |
| Tuesday                                              | 01-09-2014            | 01-11-2014            | tip22           | -            | met I Love Makonnen                       |
| Only                                                 | 03-11-2014            | 15-11-2014            | tip39           | -            | met Nicki Minaj, Lil Wayne & Chris Brown  |
| Blessings                                            | 23-02-2015            | 14-03-2015            | tip69           | -            | met Big Sean                              |
| Hotline Bling                                        | 31-07-2015            | 31-10-2015            | 8               | 18           | Goud                                      |
| Jumpman                                              | 21-09-2015            | 02-01-2016-           | tip40           | -            | met Future                                |
| Work                                                 | 25-01-2016            | 06-02-2016            | 6               | 16           | met Rihanna / Platina                     |
| Summer Sixteen                                       | 01-02-2016            | 13-02-2016            | tip             | -            |                                           |
| Pop Style                                            | 05-04-2016            | 16-04-2016            | tip             | -            | met The Throne                            |
| One Dance                                            | 04-04-2016            | 16-04-2016            | 1 (3wk)         | 33           | met Wizkid & Kyla / 3x Platina            |
| For Free                                             | 03-06-2016            | 18-06-2016            | tip             | -            | met DJ Khaled                             |
| Controlla                                            | 06-05-2016            | 16-07-2016            | tip8            | -            |                                           |
| Too Good                                             | 03-06-2016            | 30-07-2016            | 9               | 17           | met Rihanna / Platina                     |
| No Shopping                                          | 16-07-2016            | 13-08-2016            | tip             | -            | met French Montana                        |
| Sneakin'                                             | 04-11-2016            | 05-11-2016            | tip             | -            | met 21 Savage                             |
| Fake Love                                            | 04-11-2016            | 05-11-2016            | tip3            | -            |                                           |
| No Frauds                                            | 10-03-2017            | 18-03-2017            | tip             | -            | met Nicki Minaj & Lil Wayne               |
| Passionfruit                                         | 20-03-2017            | 01-04-2017            | 7               | 13           | Goud                                      |
| Come Closer                                          | 31-03-2017            | 29-04-2017            | tip             | -            | met Wizkid                                |
| To the Max                                           | 09-06-2017            | 17-06-2017            | tip             | -            | met DJ Khaled                             |
| Signs                                                | 23-06-2017            | 08-07-2017            | tip13           | -            |                                           |
| God's Plan                                           | 19-01-2018            | 27-01-2018            | 5               | 24           | Platina                                   |
| Look Alive                                           | 09-02-2018            | 17-02-2018            | tip2            | -            | met BlocBoy JB                            |
| Walk It Talk It                                      | 16-03-2018            | 24-03-2018            | tip10           | -            | met Migos                                 |
| Nice for What                                        | 06-04-2018            | 21-04-2018            | 20              | 9            |                                           |
| Yes Indeed                                           | 15-05-2018            | 26-05-2018            | tip             | -            | met Lil Baby                              |
| I'm Upset                                            | 26-05-2018            | 02-06-2018            | tip12           | -            |                                           |
| Don't Matter to Me                                   | 29-06-2018            | 14-07-2018            | 33              | 4            | met Michael Jackson                       |
| In My Feelings                                       | 13-07-2018            | 21-07-2018            | 6               | 16           | Goud                                      |
| No Stylist                                           | 21-09-2018            | 29-09-2018            | tip14           | -            | met French Montana                        |
| Mia                                                  | 12-10-2018            | 27-10-2018            | 49              | 1            | met Bad Bunny                             |
| Going Bad                                            | 30-11-2018            | 08-12-2018            | tip3            | -            | met Meek Mill                             |
| Mob Ties                                             | 2018                  | 02-02-2019            | tip             | -            |                                           |
| Girls Need Love (Remix)                              | 11-02-2019            | 09-03-2019            | tip             | -            | met Summer Walker                         |
| No Guidance                                          | 14-06-2019            | 15-06-2019            | tip6            | -            | met Chris Brown                           |
| Money in the Grave                                   | 2019                  | 22-06-2019            | tip3            | -            | met Rick Ross                             |
| Gold Roses                                           | 26-07-2019            | 03-08-2019            | tip             | -            | met Rick Ross                             |
| Won't Be Late                                        | 16-08-2019            | 24-08-2019            | tip12           | -            | met Swae Lee                              |
| Loyal                                                | 22-11-2019            | 30-11-2019            | tip35           | -            | met PartyNextDoor                         |
| Life Is Good                                         | 2020                  | 25-01-2020            | 45              | 5            | met Future / Goud                         |
| Toosie Slide                                         | 2020                  | 11-04-2020            | 6               | 8            |                                           |
| Pain 1993                                            | 2020                  | 09-05-2020            | tip29           | -            | met Playboi Carti                         |
| Popstar                                              | 2020                  | 25-07-2020            | tip12           | -            | met DJ Khaled                             |
| Greece                                               | 2020                  | 25-07-2020            | tip10           | -            | met DJ Khaled                             |
| Only You Freestyle                                   | 2020                  | 01-08-2020            | tip24           | -            | met Headie One                            |
| Laugh Now Cry Later                                  | 2020                  | 05-09-2020            | 47              | 4            | met Lil Durk                              |
| Outta Time                                           | 2020                  | 17-10-2020            | tip             | -            | met Bryson Tiller                         |
| Mr. Right Now                                        | 2020                  | 24-10-2020            | tip             | -            | met 21 Savage & Metro Boomin              |
| What's Next                                          | 2021                  | 13-03-2021            | tip2            | -            |                                           |
| Solid                                                | 2021                  | 24-04-2021            | tip             | -            | met Young Stoner Life, Young Thug & Gunna |
| Girls Want Girls                                     | 2021                  | 11-09-2021            | 49              | 1            | met Lil Baby                              |
| Rich Flex                                            | 2022                  | 12-11-2022            | 50              | 1            | met 21 Savage                             |

## Concerttournees
- America's Most Wanted Tour (met Young Money) (2009)
- Away From Home Tour (2010)
- Club Paradise Tour (2012)
- Would You Like a Tour? (2013–2014)
- Drake Vs. Lil Wayne (met Lil Wayne) (2014)
- Jungle Tour (met Future) (2015)
- Boy Meets World Tour (2017)

## Trivia
- Eind juli 2023 kocht Drake op een veiling een kroonvormige ring met goud, diamanten en robijnen ring van wijlen rapper Tupac Shakur voor 1,016 miljoen dollar.[31]